# Bisdom Njombe
Het bisdom Njombe (Latijn: Dioecesis Niombena) is een rooms-katholiek bisdom met als zetel Njombe in Tanzania. Het is een suffragaan bisdom van het aartsbisdom Songea. Het bisdom werd in 1968 opgericht. 
In 2019 telde het bisdom 48 parochies. Het bisdom heeft een oppervlakte van 25.706 km². Het telde in 2019 973.000 inwoners waarvan 38,3% rooms-katholiek was. 

## Bisschoppen
- Raymond Mwanyika (1971-2002)
- Alfred Leonhard Maluma (2002-2021)
- Eusebio Samwel Kyando (2023-)